# KVV Vosselaar
Ne pas confondre avec le KVVOG Vorselaar, les appellations se ressemblent, mais il s'agit bien de deux clubs distincts, localisés dans deux communes différentes.
Maillots
Actualités
Dernière mise à jour : 6 août 2018.
Le Koninklijke Voetbal Vereniging Vosselaar est un club belge de football localisé dans la commune de Vosselaar, dans la province d'Anvers. Porteur du matricule 2391, ce club a comme couleurs le bleu et le blanc. Il évolue en Division 2 Amateur lors de la saison 2018-2019. C'est la 20e saison du club dans les séries nationales belges. Il a joué durant 1 saison au troisième niveau national, la plus haute division qu'il ait atteinte.

## Histoire
Le Voetbal Vereniging Vosselaer est fondé le 1er juin 1928. Deux ans plus tard, il s'affilie à la Vlaams Voetbal Bond, une fédération amateur rivale de l'Union belge de football. Il rejoint finalement l'URBSFA au début de l'année 1936 et reçoit à cette occasion le matricule 2391. Les débuts du club dans les compétitions régionales sont couronnés de succès avec un titre remporté dès sa première saison. Il remporte deux nouveaux titres dans sa série durant la Seconde Guerre mondiale, le deuxième lui permettant d'atteindre la deuxième provinciale, le plus haut niveau après les séries nationales, en 1943. Après avoir terminé à plusieurs reprises dans le subtop, il remporte le titre en 1951 et rejoint la Promotion, alors troisième et dernier niveau national, pour la première fois de son histoire.
Le club obtient de bons résultats et termine à la sixième place dans sa série. Malheureusement, la réforme des divisions nationales qui a lieu en fin de saison provoque la relégation d'un grand nombre de clubs vers le nouveau quatrième niveau national, qui hérite du nom de Promotion. Ainsi, malgré son bon classement final, le club doit redescendre d'un niveau dans la hiérarchie du football belge. Il termine troisième la saison suivante, à cinq points du champion, le Skill Racing Union Verviers. En fin de saison, il est reconnu « Société Royale » et adapte son appellation officielle en Koninklijke Voetbal Vereniging Vosselaar le 15 juin 1953. Durant les sept années qui suivent, le club se classe à chaque fois en milieu de tableau mais en 1961, une avant-dernière place finale le condamne à retourner dans les séries provinciales, dix ans après les avoir quittées.
Le KVV Vosselaar lutte pour son maintien mais ne peut éviter deux relégations successives en 1964 et 1965 qui le renvoient en troisième provinciale. Il parvient néanmoins à remonter aussi vite qu'il était descendu, remportant le tour final en 1966 et le titre dans sa série en 1967 pour revenir en « P1 ». Ce nouveau séjour parmi l'élite provinciale dure quatre ans avant une nouvelle relégation. Le club parvient à remonter en 1977 et après quatre saisons avec des résultats mitigés, il décroche le titre provincial en 1982, ce qui lui permet de remonter en Promotion vingt ans après l'avoir quittée. Mais après une bonne saison conclue à la huitième place, le club subit trois relégations consécutives et se retrouve en « P3 » en 1986.
Le club devient alors ce que l'on appelle une équipe ascenseur, faisant plusieurs fois l'aller-retour entre la deuxième et la troisième provinciale (promu en 1987, 1990 et 1994, relégué en 1988, 1992 et 1998). En 2000 et 2001, il remporte deux titres consécutifs et revient en première provinciale. L'équipe doit lutter pour son maintien en misant sur des jeunes joueurs de son centre de formation mais il ne peut éviter la relégation en 2004. Deux ans plus tard, le club descend en « P3 ». Il remonte un an plus tard à la faveur du tour final. En 2010, il remporte le titre de « P2 » et remonte en première provinciale. Un an plus tard, il fête un nouveau titre et remonte ainsi en Promotion après trois décennies d'absence.
Pour son retour au niveau national, le KVV Vosselaar termine à la cinquième place et n'échoue qu'à deux points d'une qualification pour le tour final. Il ne parvient pas à réitérer cette performance les années suivantes et n'évite la place de barragiste que pour deux points en 2014. La saison suivante, il ne peut y échapper et n'assure son maintien en Promotion que grâce à une victoire en barrages sur le FC Tilleur.

### Retour volontaire en Provinciales
Dans le courant de la saison 2019-2020, malgré des résultats sportifs très corrects, la direction du K. VV Vosselaar choisit d'arrêter les "frais" et de ramener le club en séries provinciales . À noter que la même saison, le RFC Tilleur que Vosselaar a battu cinq ans plus tôt pour assurer son maintien effectue la même démarche et quitte la D2 Amateur ACFF pour retourner en Provinciale .

## Résultats dans les divisions nationales
Statistiques mises à jour le 26 mars 2020 (terme de la saison 2018-2019)

### Bilan
| Niv | Divisions     | Jouées | Titres | TM Up | TM Down |
| --- | ------------- | ------ | ------ | ----- | ------- |
| I   | 1re nationale | 0      | 0      |       |         |
| II  | 2e nationale  | 0      | 0      |       |         |
| III | 3e nationale  | 1      | 0      |       |         |
| IV  | 4e nationale  | 19     | 0      |       | 1       |
| V   | 5e nationale  | 1      | 0      | 1     |         |
|     |               |        |        |       |         |
|     | TOTAUX        | 21     | 0      | 1     | 1       |

- TM Up : test-match pour départager des égalités, ou toutes formes de Barrages ou de Tour final pour une montée éventuelle.
- TM Down : test-match pour départager des égalités, ou toutes formes de Barrages ou de Tour final pour le maintien.

### Classements saison par saison
| Ordre               | Saison  | Nom du club     | Niveau                         | Classement final | Remarques                |
| ------------------- | ------- | --------------- | ------------------------------ | ---------------- | ------------------------ |
| 1                   | 1951-52 | VV Vosselaar    | Promotion (D3) série D         | 6e/16            | Relégué!                 |
| 2                   | 1952-53 | VV Vosselaar    | Promotion série C              | 3e/16            |                          |
| 3                   | 1953-54 | K. VV Vosselaar | Promotion série B              | 5e/16            |                          |
| 4                   | 1954-55 | K. VV Vosselaar | Promotion série A              | 9e/16            |                          |
| 5                   | 1955-56 | K. VV Vosselaar | Promotion série B              | 5e/16            |                          |
| 6                   | 1956-57 | K. VV Vosselaar | Promotion série A              | 5e/16            |                          |
| 7                   | 1957-58 | K. VV Vosselaar | Promotion série C              | 4e/16            |                          |
| 8                   | 1958-59 | K. VV Vosselaar | Promotion série C              | 8e/16            |                          |
| 9                   | 1959-60 | K. VV Vosselaar | Promotion série D              | 12e/16           |                          |
| 10                  | 1960-61 | K. VV Vosselaar | Promotion série C              | 15e/16           | Relégué!                 |
| séries provinciales |         |                 |                                |                  |                          |
| 11                  | 1982-83 | K. VV Vosselaar | Promotion série D              | 8e/16            |                          |
| 12                  | 1983-84 | K. VV Vosselaar | Promotion série B              | 16e/16           | Relégué!                 |
| séries provinciales |         |                 |                                |                  |                          |
| 13                  | 2011-12 | K. VV Vosselaar | Promotion série C              | 5e/16            |                          |
| 14                  | 2012-13 | K. VV Vosselaar | Promotion série C              | 12e/18           |                          |
| 15                  | 2013-14 | K. VV Vosselaar | Promotion série C              | 12e/16           |                          |
| 16                  | 2014-15 | K. VV Vosselaar | Promotion série C              | 13e/16           | Barragiste               |
| 17                  | 2015-16 | K. VV Vosselaar | Promotion série C              | 13e/16           | Relégué!                 |
| 18                  | 2016-17 | K. VV Vosselaar | Division 3 Amateur VFV série B | 5e/16            | Promu via tour final!    |
| 19                  | 2017-18 | K. VV Vosselaar | Division 2 Amateur VFV série B | 6e/16            |                          |
| 20                  | 2018-19 | K. VV Vosselaar | Division 2 Amateur VFV série B | 10e/16           |                          |
| 31                  | 2019-20 | K. VV Vosselaar | Division 2 Amateur VFV série B | 7e/16            | Retour en Provinciales ! |
| séries provinciales |         |                 |                                |                  |                          |